# 赵国臣
赵国臣（1935年—1994年），男，辽宁绥中人，中国人民解放军将领、中国人民解放军海军中将。 
1993年，授予中国人民解放军海军中将，曾任海军旅顺基地参谋长、司令员，海军参谋长，带队赴南极考察。